# دوريان لواني
دوريان لواني (الاسم العلمي: Durio lowianus) هو نوع نباتي يتبع جنس الدوريان من فصيلة الخبازية.